# Anopheles barianensis
Anopheles barianensis is een muggensoort uit de familie van de steekmuggen (Culicidae). De wetenschappelijke naam van de soort is voor het eerst geldig gepubliceerd in 1911, in James & Liston door James.